# Pierre des Guanches

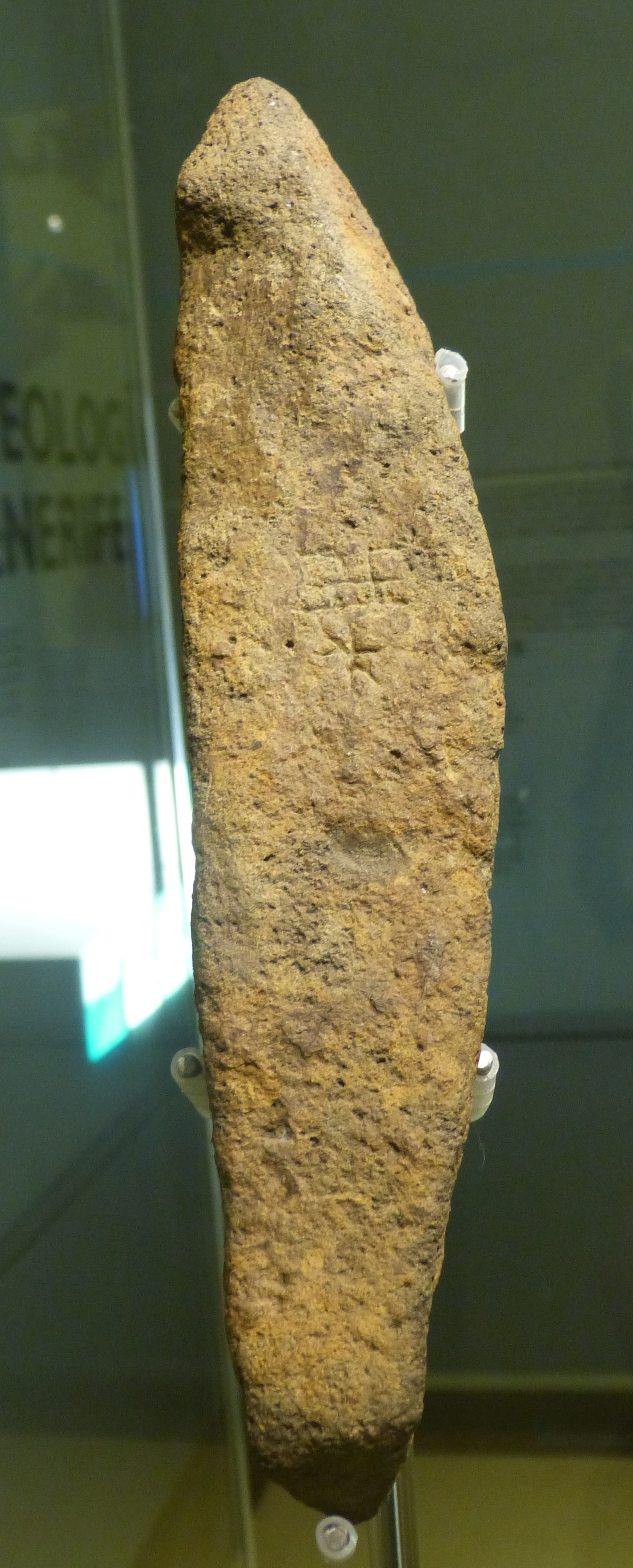
Pierre de Zanata/des Guanches

La pierre des Guanches ou pierre des Taganana est une pierre gravée stèle de pierre en rouge volcanique tuf situé dans la ville de Afur (près de Taganana) sur l'île de Tenerife (îles Canaries, Espagne).
Ce site archéologique est constitué d'une structure formée par un bloc de pierre, avec de grandes gravures rupestres sur sa surface, surélevée sur trois plus petites roches. L'ensemble a une apparence similaire à une table. Ce bloc monolithique est associé à des pratiques de momification des Guanches (générateurs d'mirlado). Pour cette raison, la pierre est aussi appelée pierre de Mirlado ou pierre des morts. Ceci est un élément unique dans le contexte de la préhistoire des Canaries.
Il est situé sur la zone extérieure de la côte ravin de Afur. Ils sont gravés sur les rangées de pierres de tasses disposées verticalement. Il met également en évidence la présence d'une représentation de la déesse berbère carthaginoise Tanit, représentée par un symbole en forme de bouteille entourée de motifs cruciformes. Le schéma général du monument rappelle la forme de stèles, comme les pierres runiques. Pour cette raison, on pense que c'était à l'origine un autel de sacrifice lié à ceux trouvés dans le domaine sémitique, puis réutilisé pour le rituel berbère de momification.